# ديفيد كارسون
ديفيد كارسون (بالإنجليزية: David Carson)‏ هو مصمم جرافيك ومصمم أمريكي، ولد في 8 سبتمبر 1955 في كوربوس كريستي في الولايات المتحدة.

## وصلات خارجية
- ديفيد كارسون على موقع IMDb (الإنجليزية)
- ديفيد كارسون على موقع الموسوعة البريطانية (الإنجليزية)
- ديفيد كارسون على موقع ديسكوغز (الإنجليزية)
- ديفيد كارسون على موقع قاعدة بيانات الفيلم (الإنجليزية)